# Манно (Тічино)
Манно (італ. Manno) — громада  в Швейцарії в кантоні Тічино, округ Лугано.

## Географія
Громада розташована на відстані близько 155 км на південний схід від Берна, 20 км на південний захід від Беллінцони.
Манно має площу 2,4 км², з яких на 40,3% дозволяється будівництво (житлове та будівництво доріг), 22,3% використовуються в сільськогосподарських цілях, 34,9% зайнято лісами, 2,5% не є продуктивними (річки, льодовики або гори).

## Демографія
2019 року в громаді мешкало 1305 осіб (+5,2% порівняно з 2010 роком), іноземців було 19,9%. Густота населення становила 551 осіб/км².
За віковим діапазоном населення розподілялося таким чином: 19,8% — особи молодші 20 років, 59,1% — особи у віці 20—64 років, 21,1% — особи у віці 65 років та старші. Було 542 помешкань (у середньому 2,4 особи в помешканні).
Із загальної кількості 6279 працюючих 16 було зайнятих в первинному секторі, 832 — в обробній промисловості, 5431 — в галузі послуг.